# Boris Sergejewitsch Permikin
Boris Sergejewitsch Permikin (russisch Борис Сергеевич Пермикин; * 4. April 1890 in Rewda; † 11. März 1971 in Salzburg, Österreich) war ein General der Weißen Armee.

## Leben

### Dienst in der Kaiserlichen Armee
Ab 1912 nahm er als Freiwilliger am Balkankrieg teil. Er war Teilnehmer des Ersten Weltkriegs, zuerst als Freiwilliger im 9. Bugschen Ulanregiment der III. Armee. Am 12. Januar 1915 wurde er zum Fähnrich und im Juni 1916 zum Leutnant (Porutschik), 1917 zum Stab-Rittmeister und Kommandeur des Maschinengewehrtrupps seines Regiments befördert. Permikin bekam den Orden des Heiligen Georg.

### Teilnahme am Bürgerkrieg
1917–1918 war Permikin in Petrograd und trat in das Regiment von General Bulak-Balachowitsch ein, der auf der Seite der Bolschewiki in Luga und Gdow gekämpft hatte. Am 26. Oktober 1918 ging es in Pskow zusammen mit dem Regiment auf die Seite des Nordkorps (Pskowsche Freikorps) von General Wandam (Weiße Armee).
Seit November 1918 stand Permikin mit seinem Bataillon in Estland. Anfang 1919 wurde er zum Oberstleutnant befördert. Im Mai 1919 nahm er mit seinem Regiment am ersten Marsch nach Petrograd teil. Am 30. Mai 1919 beförderte ihn der Oberbefehlshaber der Nordwestlichen Armee General Alexander Pawlowitsch Rodsjanko zum Oberst.
Permikin war ein Gründer und Führer des in der Weißen Armee berühmten Talabschen Regiments, das eine wichtige Rolle in den Kampagnen der Nordwestlichen Armee spielte.
Seit Dezember 1919 war Permikin in Estland. Anfang 1920 ging er nach Polen und trat dort in die Russische Volksarmee ein, wo auch Bulak-Balachowitsch befehligte. Seit August 1920 war er der Oberbefehlshaber der III. Russischen Armee als General-Leutnant. Nach dem Abschluss des Friedensvertrags zwischen Polen und Sowjetrussland blieb General Permikin in Polen. Während des Zweiten Weltkrieges gehörte er in Polen zur Reserve der Russischen Befreiungsarmee. Nach dem Krieg zog er nach Österreich und verstarb in Salzburg am 11. März 1971.